# 共格
共格（きょうかく、comitative case）とは、誰かと一緒に何かを行う相手を表す格である。付格（ふかく、sociative case、associative case、accompanitive case）とも呼ばれる。
たとえば (1) のバスク語の例では、共格名詞句 zurekin は「あなた」が「私」と一緒に「降りる」という行為を行う相手であることを表している。
インド・ヨーロッパ語族では具格が随伴の用法を持ち、ヴェーダ語などでは単独で使われるが、スラヴ語派ではほとんど常に前置詞（ロシア語: с(о)）をともなう。

## 共格の表す意味
共格が表す、誰かと一緒に何かを行う「相手」のことを随伴者（ずいはんしゃ、companion）、随伴者と一緒に何かを行う「主体」のことを被随伴者（ひずいはんしゃ、accompanee）という。
随伴者および被随伴者には、有生性に関する次のような意味的な制限が見られる場合がある。
- 随伴者と被随伴者のいずれも人間（あるいは少なくとも有生）でなければならない。たとえばカルムイク語の -la/-lä は随伴者と被随伴者のいずれも人間である必要がある。
- 随伴者と被随伴者が同程度の有生性でなければならない。たとえばグアラニー語では随伴者と被随伴者の有生性が高い場合には ndive を、低い場合には reheve を用いる。
- 被随伴者の有生性が高くなければならない。

エストニア語の -ga のように、有生性に関する制限がない場合もある。